# 巴布亚猪笼草
巴布亚猪笼草（学名：Nepenthes papuana）为新几内亚特有的热带食虫植物。其种加词“papuana”来源于巴布亚“Papua”。

## 植物学史
1909年10月7日，卢西恩·索菲·阿尔伯特·玛丽·冯罗默（Lucien Sophie Albert Marie von Römer）首次采集到了巴布亚猪笼草的标本。这两份植株都采集于Noordrivier北部海拔750米以下地區。1913年1月5日，塞西尔·博登·克洛斯在沃拉斯顿远征（Wollaston Expedition）中于海拔920米处又收集了另一份标本。1926年9月，威廉·馬里厄斯·多克特斯·馮勒文在海拔250米至300米的地区采集到了第四份标本。
1916年，亨利·尼古拉斯·里德利首次描述了巴布亚猪笼草的标本。但他认为其只是新几内亚猪笼草（N. neoguineensis）的一个自然杂交种，而不是一种新的物种。
B·H·丹瑟在他1928年出版的开创性专著《荷属东印度群岛的猪笼草科植物》中正式的描述了巴布亚猪笼草。该描述基于编号为“Docters van Leeuwen 10282”、“Docters van Leeuwen 10340”和“Docters van Leeuwen 10341”的三份标本。后两份标本为一雌一雄的带花植株，并作插图于B·H·丹瑟的专著中。

## 形态特征

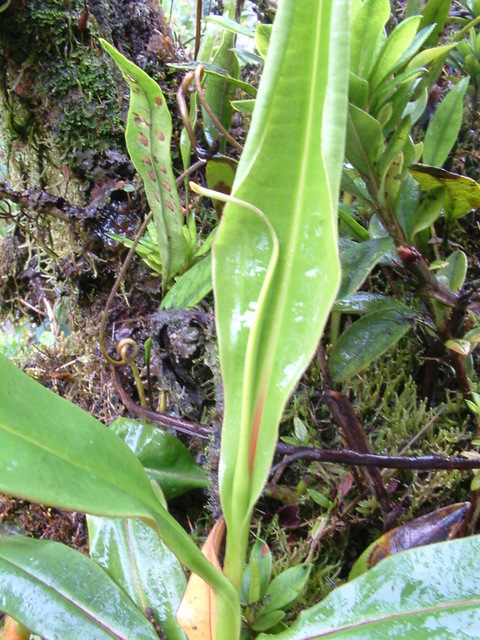
巴布亚猪笼草的茎與叶片

巴布亚猪笼草为藤本植物。茎直径5至7毫米，呈圆柱形。节间距2至5厘米。老株常会在茎的基部长出许多侧芽。

### 叶
巴布亚猪笼草的叶片革质，无柄，为披针形，可长达30厘米，宽至5厘米。叶尖急尖，叶基渐尖。中脉的两侧各有4至6条纵脉，羽状脉不明显。笼蔓约与叶片等长，直径1至2毫米。

### 捕虫笼
巴布亚猪笼草的下位笼下半部为倾斜的卵形，上半部收窄，可高达7厘米，宽至2.5厘米。腹面的笼翼可宽达4毫米。笼口倾斜，至笼盖处略向下凹。唇宽1至2毫米，内缘有小型的唇齿。捕虫笼的内表面仅下五分之二至三分之一具腺体。笼盖为圆形或略为心形，长宽约1至2厘米。笼盖下表面无附属物，但其中心有许多蜜腺。笼盖基部的后方有一条不分叉的笼蔓尾。
巴布亚猪笼草的上位笼与笼蔓的衔接处通常会形成宽6至12毫米的弯曲。其下部为短漏斗形，中部高的三分之一略呈葫芦形，上部为管状。上位笼通常可高达15厘米，宽至3厘米。笼翼可宽达2.5毫米，笼翼偶尔没有翼须。笼口倾斜，与笼盖衔接处变窄。唇平展，宽约2毫米，内缘有细小的唇齿，长约为宽的两倍。捕虫笼葫芦形部分的内表面具有腺体，密度为每平方厘米400至500个。笼盖几乎为圆形，长略大于宽，长可达3.5厘米，宽至3.25厘米。笼盖下表面的蜜腺较小型，多集中于笼盖的中线附近。笼蔓尾平展，可长达2至3毫米，不分叉。

### 花序
巴布亚猪笼草的花序为总状花序。雄性植株的总花梗可长达6厘米，宽至2毫米。雌性植株的总花梗可长达12厘米，宽至2.5毫米。花序轴可达15厘米。花梗可长达12毫米，无苞片。每个花梗几乎都只带一朵花，偶尔基部具两朵。雄性的花被片为圆形，雌性的花被片为椭圆形。雄蕊包括花药在内长3至4毫米。雌蕊无柄。果荚长25至33毫米，为披针形。种子丝状，长12至15毫米。

### 毛被
巴布亚猪笼草的毛被短且稀疏。茎和叶片大多无毛，叶片的中脉上具易脱落的毛被，叶片边缘有固着的棕色绒毛。笼蔓具与中脉类似的毛被。发育中的捕虫笼具密集的星状短毛。下位笼覆盖着稀疏的毛被，而上位笼几乎无毛。发育中的花序的被毛被密集，之后逐渐稀疏。

### 颜色
下位笼外表面全为红色，内表面有红色的斑点。上位笼通常全为绿色，偶尔全为红色。干燥标本为红褐色，叶片的上表面为黄褐色。

## 生态关系

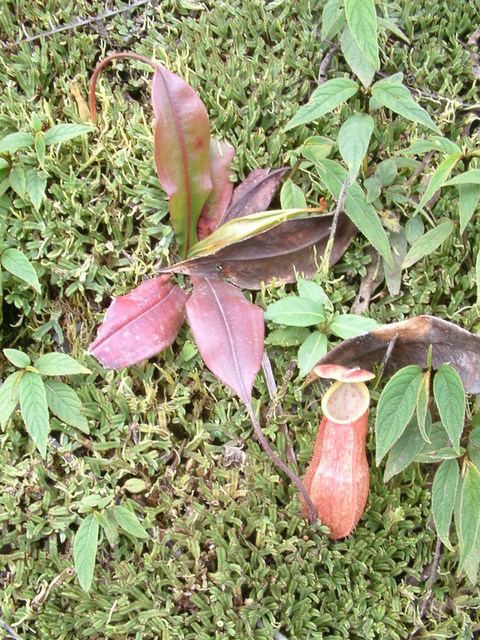
巴布亚猪笼草的莲座状植株

巴布亚猪笼草生长于西新几内亚南部的法克法克至巴林山谷（Balim valley）。其分布于海拔约1300米处。
巴布亚猪笼草的原生地通常为森林边缘的开阔地。下位笼常常嵌于苔藓中生长。其常与苹果猪笼草（N. ampullaria）、卓越猪笼草（N. insignis）、大猪笼草（N. maxima）和奇异猪笼草（N. mirabilis）同域分布。尽管如此，但目前为止尚未发现巴布亚猪笼草的自然杂交种。
由于对巴布亚猪笼草分布范围的不了解，因此它在《2006年世界自然保护联盟濒危物种红色名录》中，保护状况为数据缺乏。

## 相关物种

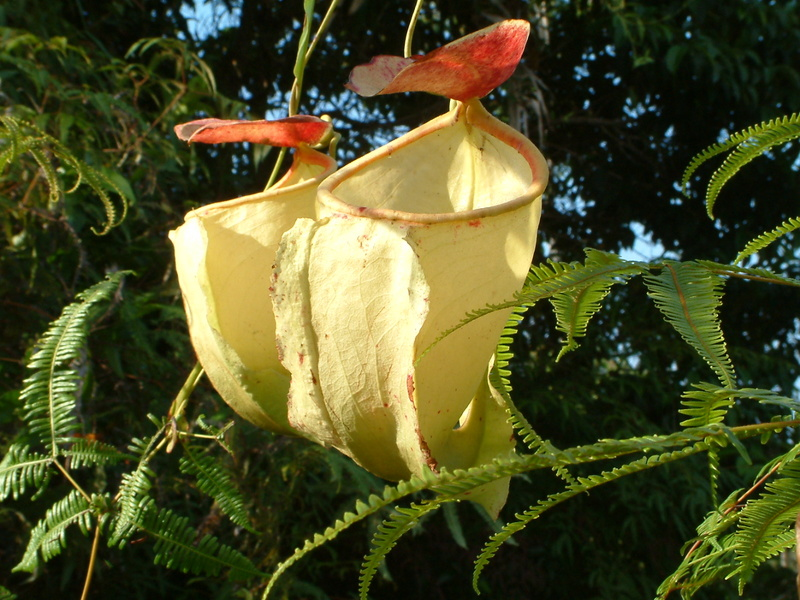
新几内亚猪笼草的上位笼

B·H·丹瑟认为新几内亚猪笼草与巴布亚猪笼草之间存在着密切的近缘关系。在丹瑟的关于巴布亚猪笼草的描述中这样写道：“巴布亚猪笼草的营养器官与新几内亚猪笼草非常相似，但它生殖器官的不同足以使我将其独立为一个新的物种。”
这两个类群在形态特征上的差别在于，巴布亚猪笼草的花序为总状花序，而新几内亚猪笼草的花序为圆锥花序或圆锥状总状花序。此外，不管雄性的还是雌性的巴布亚猪笼草的花梗都只带一朵花，而新几内亚猪笼草的花梗最多可带4朵花。
巴布亚猪笼草叶片上的纵脉非常明显而羽状脉不明显，但在新几内亚猪笼草上却恰好相反。此外，巴布亚猪笼草叶片上的毛被比新几内亚猪笼草的密集得多。巴布亚猪笼草上位笼的笼翼也没有新几内亚猪笼草的发达，但笼翼上的翼须却比其紧凑。

## 扩展阅读
- 原生地中的巴布亚猪笼草 （页面存档备份，存于）
- 食虫植物照片搜寻引擎中巴布亚猪笼草的照片 （页面存档备份，存于）

 维基共享资源上的相關多媒體資源：巴布亚猪笼草
 維基物種上的相關：巴布亚猪笼草